# 今切川
今切川（いまぎれがわ）は、吉野川水系の支流で主に徳島県徳島市の北端を流れる河川である。一級河川に指定されている。

## 地理
徳島県板野郡北島町高房にて旧吉野川より分流し板野郡松茂町長原で紀伊水道に注ぐ。吉野川下流部における分流のひとつ。
昔から川舟の重要な交通路で、榎瀬江湖川や鍋川と結んで徳島〜撫養間の水路として利用され、1892年（明治25年）から1960年（昭和35年）の間は阿波巡航船の定期航路となった。河口の長原港からも徳島市両国橋まで、1921年（大正10年）から1958年（昭和33年）の間定期船が出ていた。
2011年（平成23年）3月、北島町に北島町水辺交流プラザが完成した。

## 環境
2008年（平成20年）秋、旧吉野川及び本河川にて特定外来生物に指定されているウォーターレタスの異常繁殖が確認された。2007年（平成19年）にも繁殖が見られたものの、翌年になって爆発的に増え、10万m2にわたって河川を覆い尽くしている。ウォーターレタスの他にホテイアオイも繁殖しており、現在も今切川で繁殖し続けている。
地元漁師たちにより、1日10tずつ回収されているものの、一向に減る気配もなく、この年の今切川のシジミ漁は例年の2割ほどしかできなかった。

## 支流
- 鍋川
  - 本須川（地蔵川）
- 榎瀬江湖川
- 宮島江湖川

## 橋梁
| 橋           | 道路                                                    | 備考 |
| ------------ | ------------------------------------------------------- | ---- |
| 三ツ合橋     | 徳島県道14号松茂吉野線                                  |      |
| 北島応神橋   | 徳島県道29号徳島環状線                                  |      |
| 今切川河口堰 |                                                         |      |
| 鯛浜橋       | 徳島県道39号徳島鳴門線                                  |      |
| 共栄橋       | 徳島県道29号徳島環状線                                  |      |
| 今切川橋     | 徳島自動車道                                            |      |
| 新加賀須野橋 | 国道11号                                                |      |
| 加賀須野橋   | 徳島県道220号川内大代線 徳島県道401号鳴門徳島自転車道線 |      |

## 利水施設
- 三ツ合堰
- 今切川河口堰（旧吉野川河口堰との一括管理）
- 今切港

## 流域の自治体
徳島県
板野郡北島町、松茂町、徳島市